# Dario Pighin
Dario Pighin (Majano, 6 febbraio 1951) è un ex calciatore italiano, di ruolo difensore.

## Carriera

La rosa della Lazio 1981-82, Pighin è in piedi penultimo a destra

Ha giocato, essenzialmente come rincalzo, quattro stagioni in Serie A con la Lazio dal 1976 al 1980, totalizzando complessivamente 38 presenze.
Ha inoltre disputato 152 incontri in Serie B, con una rete all'attivo, con le maglie di Palermo e Lazio. Con il Palermo nella stagione 1973-1974 ha raggiunto la finale di Coppa Italia, persa ai rigori contro il Bologna.
Ha poi proseguito la carriera con Taranto e SPAL.

## Dopo il ritiro
Successivamente ha portato avanti un allevamento di trote e una produzione di vini a San Daniele del Friuli.